# Caramnob Sagaipov
Caramnob Sagaipov (1 de enero de 1997) es un deportista libanés que compite en judo. Ganó una medalla de bronce en los Juegos Asiáticos de 2022 y una medalla de bronce en el Campeonato Asiático de Judo de 2025.

## Palmarés internacional
| Juegos Asiáticos    | Juegos Asiáticos    | Juegos Asiáticos  | Juegos Asiáticos |
| Año                 | Lugar               | Medalla           | Categoría        |
| ------------------- | ------------------- | ----------------- | ---------------- |
| 2022                | Hangzhou (China)    | Medalla de bronce | –90 kg           |
| Campeonato Asiático |                     |                   |                  |
| Año                 | Lugar               | Medalla           | Categoría        |
| 2025                | Bangkok (Tailandia) | Medalla de bronce | –100 kg          |